# Visul lui Coleridge
Visul lui Coleridge este un film românesc din 2003 regizat de Radu Ignătescu. Rolurile principale au fost interpretate de actorii Mircea Rusu, Gelu Nițu.

## Distribuție
Distribuția filmului este alcătuită din:
- Mircea Rusu
- Gelu Nițu